# 전 순정효황후 주칠 나전가구
전 순정효황후 주칠 나전가구는 조선왕조 마지막 황후인 순종비(純宗妃) 순정효황후(1894~1966)가 사용한 가구이다. 2013년 8월 22일 대한민국 국가민속문화재 제277호로 지정되었다.

## 개요
‘전 순정효황후 주칠 나전가구’는 조선왕조 마지막 황후인 순종비(純宗妃) 순정효황후(1894~1966)가 사용하다가 그를 모시던 궁인에 의해 전해져서 현재는 동아대학교박물관에서 소장하고 있다. 주칠 나전가구는 나전의(衣)걸이장 2점, 나전삼층장 1점, 나전침대 1점으로 구성되어 있으며, 4점 모두 고급 주칠로 도장되어 있는 점을 미루어 볼 때 근대기의 황실 유물로 추측된다.
이 가구들은 1930년대 이름난 나전공예가 김진갑(金鎭甲, 1900~1972)이 제작한 것으로 추정된다. 특히 가구에 장식된 문양은 조선말기 유명한 서화가(書畵家)들의 화본(畵本)을 밑그림으로 사용하고 나전으로 솜씨있게 표현하여, 가구의 품위와 예술적 가치가 돋보이는 근대 주칠 나전가구이다.

## 참고 자료
- 전(傳) 순정효황후 주칠 나전가구 - 국가유산청 국가유산포털